# Семёнов, Виктор Фёдорович (историк)
Ви́ктор Фёдорович Семёнов (1896—1973) — советский историк-медиевист, специалист по общественно-политической истории Западной Европы. Доктор исторических наук (1941), профессор, заведующий кафедрой истории средних веков МГПИ им. В. И. Ленина, декан исторического факультета (1945—1948).

## Биография
Окончил Симбирскую духовную семинарию (1917) и Казанский университет (1921). В 1924—1929 годах работал преподавателем истории на рабфаке при 1-м МГУ, одновременно учился в аспирантуре Института истории РАНИОН. Сотрудник ИМЭЛ (1929—1943), выполнял работу по подготовке к печати и редактированию переводов 10-12 и 26 т. первого издания сочинений К. Маркса и Ф. Энгельса.
С 1935 года преподавал в Московском индустриально-педагогическом институте им. К. Либкнехта, а затем в МГПИ им. В. И. Ленина. Защитил докторскую диссертацию «Огораживания и крестьянские движения в Англии XVI века». С 1945 года возглавлял кафедру истории Средних веков (Древнего мира и Средних веков) МГПИ.
Член экспертной комиссии по истории ВАКа при Министерстве высшего и среднего специального образования СССР, научно-методического совета при Министерстве просвещения СССР, учебно-педагогической и исторической комиссии ГУВУЗа при Министерстве просвещения СССР.
Автор учебных и учебно-методических пособий по истории Средневековья и раннего Нового времени. Внёс вклад в изучение социально-экономической истории Англии XVI—XVII вв.

## Основные работы
- Огораживания и крестьянские движения в Англии XVI в. М., 1949;
- Пауперизм в Англии XVI в. и законодательство Тюдоров по вопросу о пауперах // Средние века. Вып. 6. М., 1953;
- Раннее капиталистическое фермерство в Англии XVI — первой половины XVII века // Генезис капитализма в промышленности и сельском хозяйстве. М., 1965.